# فیلیپ آلن
فیلیپ آلن (به انگلیسی: Philip Allen) سناتور سابق عضو حزب دموکرات ایالات متحده آمریکا بود. وی در سال ۱۸۵۳ تا ۱۸۵۹ میلادی سناتور ایالت رود آیلند در سنای ایالات متحده آمریکا بود.